# Oakland Motor Car Company
La Oakland Motor Car Company è stata una casa automobilistica statunitense che è stata attiva dal 1907 al 1931. Nel 1909 fu acquistata dal gruppo General Motors.

## Storia

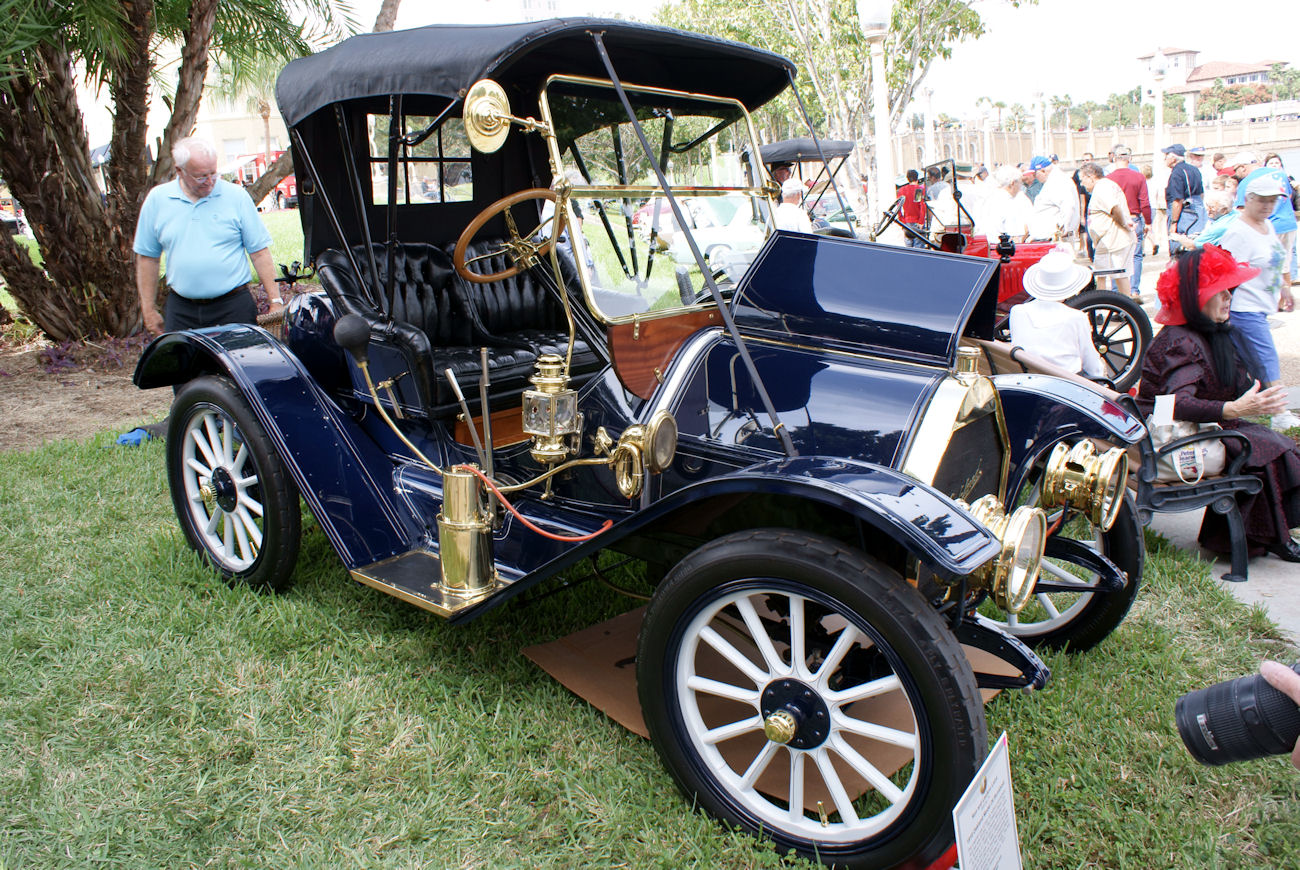
Una Oakland Model 24 del 1910

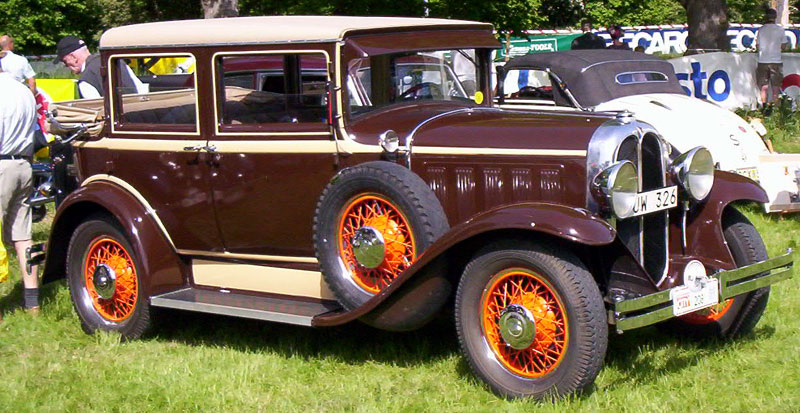
Una Oakland Model 212 del 1929

La compagnia fu fondata da Edward M. Murphy nel 1907. Nel gennaio del 1909 Murphy vendette metà dell'azienda alla General Motors. Nell'estate del 1909, alla morte di Murphy, la General Motors acquistò la restante parte della Oakland.
Il primo modello prodotto dalla Oakland era dotato di un motore a due cilindri che ruotava in senso inverso rispetto agli altri motori dell'epoca. Questo propulsore venne poi sostituito da un propulsore a quattro cilindri avente il senso di rotazione standard. Nei primi anni la produzione annuale di autovetture si attestò a 5.000 esemplari l'anno.
Nel 1919, con l'ingresso nel capitale societario della General Motors, il marchio Oakland si posizionò sopra Chevrolet e sotto, rispettivamente, la Oldsmobile, la Buick e la Cadillac, che produceva infatti i modelli più lussuosi. Nel 1916 la Oakland introdusse con successo, per le sue vetture, un motore V8. A partire dall'inizio degli anni venti, i modelli Oakland iniziarono ad essere affetti da problemi di affidabilità. Per tale motivo, la dirigenza della casa automobilistica statunitense predispose un piano industriale finalizzato al miglioramento qualitativo delle vetture.
Con il passare degli anni, il divario di prezzo dei veicoli tra il marchio Oakland e quello degli altri marchi del gruppo si acuì sempre più: in altri termini, la Chevrolet, rispetto alla Oakland, produceva modelli ancora più economici, e questo capitava anche con i marchi più lussuosi, che assemblavano vetture ancora più lussuose. La General Motors, per colmare il gap tra le case automobilistiche citate, introdusse dei nuovi marchi: la LaSalle venne posizionata tra la Cadillac e la Buick, la Marquette fu collocata tra la Buick e l'Oldsmobile, mentre la Viking si posizionò appena sotto la Marquette.
La Oakaland chiuse i battenti nel 1931, venendo sostituita, nella gamma di marchi General Motors, dalla Pontiac, che fu fondata in seno al gruppo automobilistico statunitense nel 1926.